# Giro del Belvedere 2007
Il Giro del Belvedere 2007, sessantanovesima edizione della corsa e valida come evento dell'UCI Europe Tour 2007 categoria 1.2, si svolse il 9 aprile 2007 su un percorso di 155 km. Fu vinto dall'italiano Simone Stortoni che terminò la gara in 3h33'00", alla media di 43,662 km/h.
Partenza con 166 ciclisti, dei quali 53 si classificarono.

## Ordine d'arrivo (Top 10)
| Pos. | Corridore          | Squadra        | Tempo    |
| ---- | ------------------ | -------------- | -------- |
| 1    | Simone Stortoni    | Finauto-Neri   | 3h33'00" |
| 2    | Hrvoje Miholjević  | Loborika       | s.t.     |
| 3    | Matija Kvasina     | Perutnina Ptuj | s.t.     |
| 4    | Andrej Zejc        | Kazakistan     | s.t.     |
| 5    | Derik Zampedri     | Zalf-Dèsirèe   | a 15"    |
| 6    | Valeriy Dmitriyev  | Kazakistan     | a 30"    |
| 7    | Ashley Humbert     | Team Tata      | s.t.     |
| 8    | Emanuele Vona      | Finauto-Neri   | s.t.     |
| 9    | Gianluca Brambilla | Zalf-Dèsirèe   | s.t.     |
| 10   | Alex Cano          | Unidelta       | s.t.     |